# CF Badalona

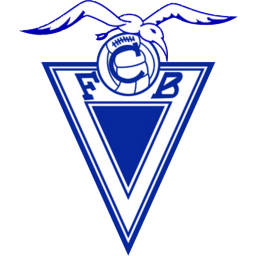
Logo

CF Badalona is een Spaanse voetbalclub uit het Catalaanse Badalona, dat vanaf seizoen 2022-2023 als filiaal van Club de Fútbol Badalona Futur optreedt. Thuiswedstrijden worden afgewerkt in het Camp del Centenari, dat 10.000 plaatsen heeft.

## Geschiedenis
CF Badalona werd opgericht in 1903. In 1918 en 1926 werd de club kampioen van de Campionat de Catalunya de Segona Categoria. In het seizoen 1934/1935 speelde de club voor het eerst in de Segunda División A. In de loop der jaren was CF Badalona veertien seizoenen actief in de Segunda A en drie seizoenen de Segunda B. De overige jaren werden in lagere divisies, waaronder de Tercera División, doorgebracht. In 2005/2006 werd CF Badalona kampioen van de derde groep van de Segunda B en plaatste zich voor de play-offs. De club wist echter geen promotie naar de Segunda A af te dwingen. In het seizoen 2006/2007 bereikte CF Badalona de zestiende finale van de Copa del Rey. Hierin nam de club het op tegen streekgenoot FC Barcelona. Beide wedstrijden werden echter verloren; thuis werd het 1-2, uit in Camp Nou 4-0.
Op het einde van het seizoen 2021-2022 degradeerde de ploeg naar de Tercera Federación.  Op 19 juli 2022 werd Costa Brava overgenomen en opgeslorpt. Daarna veranderde Costa Brava haar naam in Club de Fútbol Badalona Futur, met de originele ploeg van CF Badalona optredend als filiaal.

## Erelijst
- Segunda División B Grupo III

2006
- Copa Federación de España

2004
- Campionat de Catalunya de Segona Categoria

1918, 1926

## Bekende spelers
- Alexandru Maxim
- John Neeskens